# Ivaciv Dolișnii
Ivaciv Dolișnii (în ucraineană Івачів Долішній) este localitatea de reședință a comunei Ivaciv Dolișnii din raionul Ternopil, regiunea Ternopil, Ucraina.

## Demografie
Componența lingvistică a localității Ivaciv Dolișnii
     Ucraineană (100%)
Conform recensământului din 2001, toată populația localității Ivaciv Dolișnii era vorbitoare de ucraineană (100%).